# Guillermo Barros Schelotto
Guillermo Barros Schelotto (La Plata, Buenos Aires, 4 de mayo de 1973) es un exfutbolista y entrenador argentino que jugaba como delantero. Jugó la mayor parte de su carrera en Boca Juniors, donde permaneció durante 10 temporadas, desde 1997 hasta 2007. También tuvo una etapa en el Columbus Crew, desde 2007 hasta 2010. Su último equipo fue Gimnasia y Esgrima de La Plata, club donde inició su carrera como futbolista. Actualmente dirige a Vélez Sarsfield de la Liga Profesional.
Se inició futbolísticamente en Gimnasia y Esgrima de La Plata, donde debutó profesionalmente en el año 1991. Permaneció en el club durante seis años, obteniendo el único título en la historia de la era profesional de ese club, la Copa Centenario en 1994. A mediados de 1997, llega a Boca Juniors,  junto con su hermano mellizo Gustavo Barros Schelotto y Martín Palermo, por recomendación de Diego Maradona, quien, en ese momento, se encontraba en el club. Jugó en Boca Juniors durante diez años, siendo ídolo y obteniendo múltiples títulos con dicho equipo, destacándose como los más importantes las Copas Libertadores 2000, 2001 y 2003, las Copas Intercontinentales 2000 y 2003, las Copas Sudamericanas 2004 y 2005, y la Recopa Sudamericana 2005.
En el año 2007, se va al Columbus Crew de la Major League Soccer, en el cual permanece por tres años, conquistando cuatro títulos y convirtiéndose en un referente del club. En 2011 vuelve a Gimnasia y Esgrima de La Plata para retirarse.
A partir de la temporada 2012-13 del fútbol argentino, comenzó su carrera de director técnico en Lanús. Con dicho equipo conquistaría la Copa Sudamericana 2013, siendo este su primer título en condición de entrenador. Luego dirigió durante tres años a Boca Juniors, con el que ganó los Campeonatos de Primera División 2016-17 y 2017-18.

## Trayectoria como jugador

### Gimnasia y Esgrima La Plata
Guillermo y su hermano mellizo Gustavo se criaron en Gimnasia y Esgrima La Plata,, club de familia y donde el padre de ambos, Hugo Barros Schelotto, fuera médico y luego presidente. Los Mellizos jugaron en el Lobo realizando las divisiones inferiores desde 1985 y debutaron profesionalmente en 1991. Guillermo debutó en primera división el 6 de octubre de 1991 ingresando en el segundo tiempo, en la victoria de Gimnasia 3:2 sobre Independiente de Avellaneda. Logró ingresar como titular por primera vez el 27 de octubre de ese mismo año, en la derrota de su equipo 0:2 contra San Lorenzo de Almagro. En el Apertura, Gimnasia logró el cuarto lugar, y en la liguilla pre-Libertadores de la temporada 1991-1992 (torneo que reunió a los clubes que se encontraban entre la clasificación segundo y octavo y que ofrecía un puesto en la Copa Libertadores), el club fue el subcampeón.
En 1993, Barros Schelotto obtuvo su primer título, la Copa Centenario de 1993, un torneo oficial no regular de AFA, que seguía las estructuras de las copas nacionales europeas, en conmemoración a los 100 años de la Asociación del Fútbol Argentino. Guillermo termina marcando el último tanto en la final contra River Plate.
En los torneos Clausura y Apertura que seguirían el equipo platense obtuvo como máximo un séptimo lugar. El Clausura 1995 representó una de las mayores oportunidades del club para conseguir su primer título nacional en la era profesional. El club lideró hasta la última fecha, y teniendo que vencer en su propio estadio a Independiente, que ya no tenía ambiciones en el torneo. El único otro equipo que podía ser el campeón era San Lorenzo, que estaba detrás por dos puntos y necesitaba una victoria fuera de casa con Rosario Central, y un tropiezo de Gimnasia.
Eso es lo que terminó sucediendo. Increíblemente, el equipo de los mellizos perdió un título que parecía ganado, al perder por 0:1 en el Estadio Juan Carmelo Zerillo, en tanto que San Lorenzo, por el mismo marcador, venció con un gol a trece minutos del final a Rosario Central en Rosario. Su juego hábil y vertiginoso, sumado a una más que aceptable cuota goleadora, hicieron que prontamente se destacara en un equipo que comenzaba a pelear por cosas importantes. Con su hermano mellizo Gustavo compartía un carácter díscolo que los llevó a no pocos roces con rivales y árbitros.
En el campeonato del Clausura 1996, el club de la capital de Buenos Aires reaccionó. Llegó a humillar al Boca Juniors de Claudio Caniggia, Juan Sebastián Verón y Diego Armando Maradona en plena Bombonera, el día en que su adversario inauguraba el sector de palcos vip de su estadio, ganando por 0:6 con tres goles de Guillermo. En la decimocuarta ronda, se enfrentó en casa al club con quién disputaba el liderazgo, Vélez Sarsfield, sufriendo un empate a siete minutos del final. Las cuatro fechas siguientes fueron victorias para ambos equipos; en el caso de Gimnasia, esto incluía un 4:0 sobre Rosario Central, un 2:1 de visitante sobre River Plate en el Monumental de Núñez y un 6:0 a Racing Club.
En la última ronda, los dos equipos empataron. Vélez, que tenía un punto más, se benefició. La pérdida de otro título, aunque no tan grave como la de un año antes, fue igualmente dolorosa ya que el último partido fue un clásico de La Plata, que terminó en un empate 1:1 contra Estudiantes de La Plata.

### Boca Juniors
A mediados de 1997, Boca Juniors se interesó por su pase. Fue así que los hermanos Barros Schelotto llegaron a Boca junto con un viejo rival: Martín Palermo, jugador surgido de las inferiores de Estudiantes de la Plata. Los tres, fueron repetidamente recomendados a Boca por Diego Maradona, quien estaba jugando su última temporada para el equipo porteño, retirándose en octubre del mismo año. Los primeros tiempos en Boca los vivió desde el banco de suplentes, postergado por Claudio Caniggia. Pero aún entrando en los segundos tiempos tuvo actuaciones destacadas, como en su debut con la camiseta xeneize ingresando en el segundo tiempo y marcando frente a Newell's Old Boys en la victoria por 2-1 el 14 de septiembre de 1997.
Con la llegada de Carlos Bianchi a la dirección técnica del Club, y la partida de Claudio Caniggia al fútbol europeo, Guillermo ha sumando más partidos como titular y se hizo dueño exclusivo de la camiseta 7 (que mantuvo hasta 2007), formando una efectiva dupla con Martín Palermo que contribuyó a la obtención de la doble corona en la temporada 1998-99. Su participación en los logros internacionales de 2000 y 2001 fue algo menor debido a una serie de lesiones que le quitaron continuidad.
En 2003 volvió a destacar en la Copa Libertadores, con una recordada actuación frente a Paysandu en Belém pero el segundo semestre volvió a sufrir problemas físicos. No pudo completar los noventa minutos de juego y a los 73 debió dejarle su lugar a Carlos Tévez en la victoria por penales frente al Milán por la Copa Intercontinental.
Luego de la segunda ida de Bianchi, a mediados de 2004, la participación de Guillermo en el primer equipo fue disminuyendo gradualmente. Con la llegada de Alfio Basile se vio relegado al banco de suplentes. Llegó a quedarse fuera de la convocatoria en varios encuentros, incluyendo un Superclásico y hasta a jugar en Reserva para no perder ritmo de competencia. Pese a ello logró destacarse en algunos de sus esporádicos ingresos y mantuvo intacto el cariño de la gente. En el Torneo Apertura 2006, integra el equipo de Boca que pierde la final con Estudiantes de La Plata en cancha de Vélez Sarsfield, por 2 a 1.

#### Superclásicos
Una de las bases de la idolatría que le dispensa el público de Boca es su participación en los Superclásicos. Si bien en sus primeros años no marcó mucho frente a River Plate, ni tampoco pudo destacarse jugando en el Monumental, sus picantes duelos con jugadores y cuerpo técnico rivales trascendieron el campo de juego. 
En el Clausura 2000, convierte su primer gol en un Superclásico. Fue en La Bombonera, terminando el partido en empate en uno. En el Clausura del año siguiente, ingresa en los últimos diez minutos, con el partido estaba 2:0 a favor de Boca, le cometen un penal y convierte el tercero, sellando el marcador. En el Clausura 2003, jugando en territorio Xeneize, River iba ganando 2:0 y él convierte dos goles en el segundo tiempo para empatar el encuentro. Además, provoca la expulsión del entonces defensor de River, Martín Demichelis.
Sin embargo, quizás su participación más destacada fue en la serie de semifinales de la Copa Libertadores 2004. En el partido de ida, coloca el centro que termina en gol de Rolando Schiavi, para que Boca gane en la Bombonera por 1:0. Durante los bochornosos sucesos provocados en el campo de juego, es provocado por el preparador físico de River, Gabriel Macaya, respondiendo con un puñetazo al rostro del directivo. Ya en el partido de vuelta en el estadio Monumental, con el encuentro en desventaja y también en inferioridad numérica, provoca la expulsión de Rubens Sambueza, mintiéndole, ya que le dijo que el árbitro Héctor Baldassi lo había expulsado a instancias de su asistente, hecho que no era tal. Por lo tanto, el jugador de River comenzó a protestar por esto, insultando al asistente, lo que le valió entonces la tarjeta roja, quedando ambos equipos con la misma cantidad de jugadores en cancha. Además, minutos más tarde, también provocó la expulsión de dos miembros del cuerpo técnico de River. Boca vencería en los penales y llegaría a la final de la Copa.
Un año más tarde, en el Clausura 2005, convierte el 1:0 a los 14 minutos de juego, en un partido que Boca ganaría más tarde 2:1 con gol de Marcelo Delgado. Ese partido es recordado por el retorno al primer equipo del Melli luego de un conflicto con el entonces director técnico Benítez. Finalmente, en Clausura 2006, ingresa en los últimos quince minutos con el partido 0:1. Provoca la expulsión de Cristian Tula tras una fuerte infracción, quedando entonces River con diez hombres y Boca con nueve —habían sido expulsados Abbondanzieri y Krupoviesa—. A dos del final, ingresando al área rival, Julio César Cáceres le comete infracción, lo que derivó en penal para Boca, que Martín Palermo cambiaría por gol, sellando el empate.
En total Guillermo Barros Schelotto, jugó 18 partidos oficiales frente a River, ganando seis, empatando siete y fue derrotado en las restantes cinco oportunidades, anotando cinco goles.

### Columbus Crew

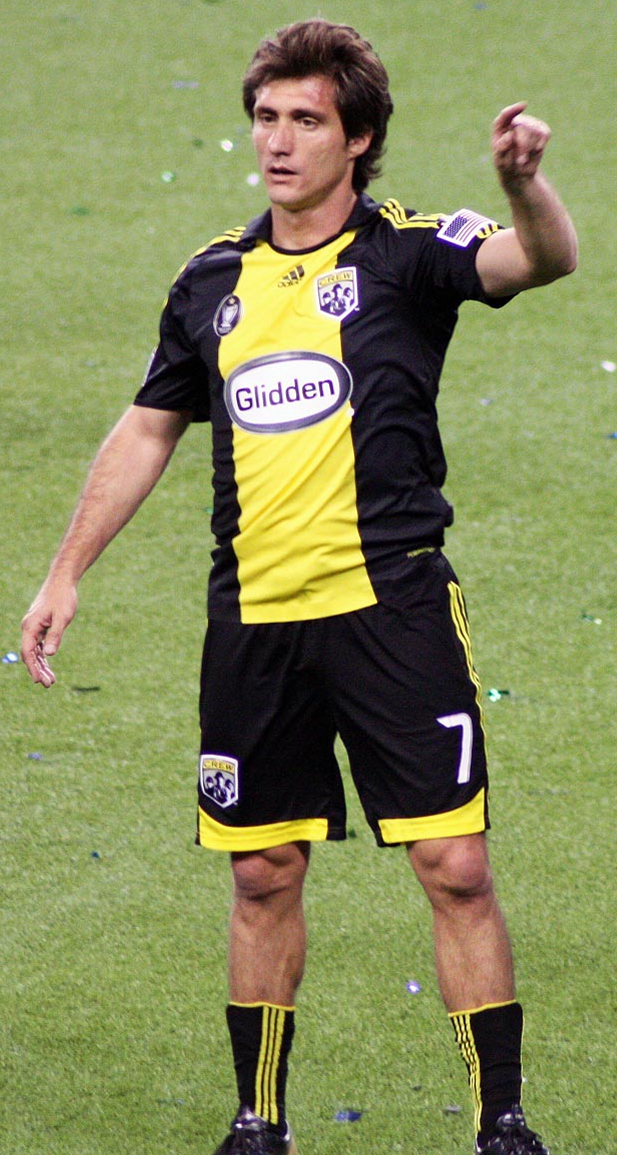
Schelotto jugando para Columbus Crew.

El 19 de abril de 2007 se anunció la rescisión de su contrato con Boca Juniors para firmar con el Columbus Crew de la Major League Soccer de los Estados Unidos un contrato por dos años.
Barros Schelotto hizo su debut en los Estados Unidos el 5 de mayo de 2007, entrando desde el banco de suplentes en el minuto 75 del partido que el Columbus Crew perdió contra el Kansas City Wizards por 1:0. El 12 de mayo de 2007 hizo su debut en casa en un partido contra el Chivas USA. El juego estaba empatado 1:1, y Schelotto hizo la asistencia para el gol del Crew. Barros Schelotto se convirtió rápidamente en un líder del equipo y favorito de los fanáticos del Columbus, ayudando a mejorar la temporada del Columbus. En la temporada 2007, lideró al equipo con 11 asistencias, además de 5 goles, en 22 partidos.
Guillermo tuvo una fuerte temporada de MLS en 2008, siendo elegido el jugador de la semana cuatro veces, jugador del mes una vez y anotando 19 asistencias y 7 goles durante la temporada regular. Fue premiado con el Major League Soccer MVP (Most Valuable Player, en español: Jugador más valioso) el 20 de noviembre de 2008. Barros Schelotto culminó su campaña 2008 en la MLS con un rendimiento de MVP en la Copa MLS 2008 que Columbus ganó por 3:1 ante el New York Red Bulls en el Home Depot Center el 23 de noviembre de 2008, con 3 asistencias de Barros Schelotto. Por su rendimiento en la temporada 2008 de la MLS, Barros Schelotto fue nombrado Sports Illustrated Latino's Sportsman of the Year. El 2 de diciembre de 2008, se convirtió en el primer Jugador Designado del Columbus Crew para la temporada 2009.
Una curiosidad en su paso por Estados Unidos es que sus compañeros se la 'cargan', por todos los títulos que ha ganado en Boca Juniors: «El día que yo llegué, mi técnico los juntó a todos y cuando me presentó, les dijo 'El tiene 16 títulos con Boca, ¡respeto!'».
El 16 de noviembre de 2010, la opción por Barros Schelotto no fue utilizada por el equipo, junto con varios otros veteranos del club, poniendo fin a su carrera en el Columbus Crew. Barros Schelotto fue elegido para participar en el «2010 MLS Re-Entry Draft» y se convirtió en agente libre en la Major League Soccer, cuando no fue seleccionado en dicho proyecto.

### Regreso a Gimnasia y retiro

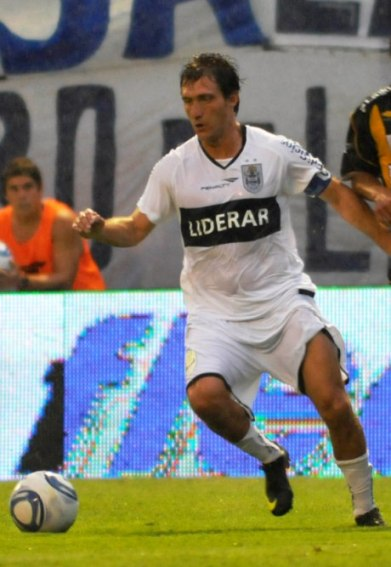
Barros Schelotto en 2011

El 13 de enero de 2011 se confirma su regreso a Gimnasia y Esgrima de La Plata, después de 14 años, siendo dirigido por Ángel Cappa, programando además su retiro a mitad de año. Dando muestra de su cariño por la institución, Guillermo decidió firmar el contrato obligatorio para la AFA y jugar gratis (es decir, sin cobrar sueldo alguno) en beneficio del club. Convirtió 3 goles en el Clausura 2011, anotó frente a Boca en la fecha 19 del Clausura consiguiendo de esta manera su gol 110 por torneos AFA. Luego de un triunfo en un partido repechaje contra Huracán, Guillermo se retiró del fútbol en el empate 1-1 contra San Martín de San Juan, resultado que relegó a Gimnasia al Nacional B.

## Trayectoria como entrenador

### Lanús
En 2012, Guillermo se inició como director técnico de Lanús. El equipo tiene un mal comienzo pero realiza una excelente campaña, logrando quebrar un récord histórico, al ganar siete partidos en forma consecutiva entre la fecha 10 y la 16, siendo además el equipo con menos goles en contra en el torneo (10). Llega a la penúltima fecha con posibilidades de disputarle el título a Vélez, pero cae 1 a 0 frente al recién ascendido River en el Monumental y finaliza el torneo en el cuarto puesto. 
En 2013, en el Torneo Final, Lanús vuelve a aparecer en los primeros puestos. En el comienzo consigue dos victorias por goleada (4-0 de local frente a Colón y 3-0 como visitante frente al eventual campeón, Newell's). Retiene la punta del torneo las primeras 10 fechas, pero comienza a acumular empates y la pierde a manos de Newell's en la fecha 11. A pesar de recuperarla parcialmente en la jornada siguiente, volvería a perderla en la fecha 13. En la pelea por el título se encontraba además River, equipo que visita al Granate anteúltima jornada. Lanús vence al conjunto millonario con una goleada histórica por 5-1, pero tenía que completar un partido frente a Estudiantes en La Plata. Dicho encuentro, correspondiente a la fecha 17, había sido suspendido en el entretiempo por graves incidentes, donde un hincha de Lanús falleció luego de recibir un impacto de bala de goma por parte de un policía, además de registrarse varios heridos. Lanús debía revertir un 0-2 en contra en los 45 minutos restantes, para mantenerse con chances hasta la última fecha. El resultado no se modificaría, por lo que finalmente Newell's se consagra campeón. Culminando el torneo en el tercer puesto, y redondeando una excelente campaña de 67 puntos en toda la temporada 2012/13, el equipo granate logra la clasificación a la Copa Sudamericana 2013. 
En la segunda mitad del año, el equipo se consagra subcampeón del Torneo Inicial 2013, detrás de San Lorenzo de Almagro.
En el segundo semestre de 2013, Lanús logra su segunda conquista a nivel internacional, al adjudicarse la Copa Sudamericana 2013. Inicia su participación en la segunda fase de la competencia, derrotando a Racing Club de Avellaneda por 2-1 como visitante y 2-0 como local. En los octavos de final enfrenta a Universidad de Chile (campeón de la Copa Chile 2012-13 y dos años antes campeón de la Copa Sudamericana), venciendo al equipo trasandino con un contundente 4-0 en La Fortaleza, y redondeando la serie 4-1 en su favor luego de un 0-1 como visitante en el Estadio Nacional. En cuartos se cruza con River Plate, empatando 0-0 como local y ganando por 3-1 en el Monumental. Ya en la instancia semifinal, derrota 2-1 como visitante a Libertad de Paraguay (campeón del Torneo Clausura 2012 de su país), repitiendo el mismo marcador en condición de local. El conjunto granate accede de esta forma a su tercera final continental. En la final, el equipo de Barros Schelotto enfrentaba a Ponte Preta de Brasil y definía, por primera vez en su historia, un certamen de estas características en calidad de local. El partido de ida se disputa el 4 de diciembre en el Estadio Pacaembú de São Paulo, finalizando con un marcador de 1-1, con goles de Fellipe Bastos para el local y de Paolo Goltz para Lanús, ambos de tiro libre. La revancha tendría lugar una semana más tarde, el 11 de diciembre, en una Fortaleza colmada con más de 45.000 simpatizantes granates. Lanús obtiene un claro triunfo por 2-0, con goles de Víctor Ayala e Ismael Blanco, consagrándose así como campeón del certamen.
Bajo el mando de Guillermo, Lanús cerraba en 2013 una de las mejores campañas de su historia, logrando la clasificación directa a los octavos de final de la Copa Sudamericana 2014 y a la Copa Libertadores 2014, además de obtener el derecho a disputar la Recopa Sudamericana 2014 frente a Atlético Mineiro. En 2014, Lanús realiza la mejor campaña en su historia en la Copa Libertadores de América hasta ese momento, alcanzando los cuartos de final. Tras avanzar como segundo en la fase de grupos, en octavos de final elimina a Santos Laguna de México, luego de derrotarlo en forma sucesiva por 2-1 en La Fortaleza y 2-0 en México. En cuartos de final enfrenta a un sorpresivo Bolívar (considerado hasta el momento como el mejor equipo boliviano de las últimas décadas), y queda eliminado tras igualar 1-1 como local y perder 1-0 en La Paz.
Lanús pierde Recopa Sudamericana en Belo Horizonte por un resultado global de 5-3 en tiempo suplementario.
Estuvo al frente del equipo hasta fines de 2015, finalizando el torneo en el puesto 13 de 30.

### U.S. Palermo
Asumió como entrenador de Union Sportiva de Palermo en enero de 2016. Duró un mes en el cargo ya que no logró obtener el permiso para ser entrenador en Italia. Jugó cuatro partidos en el rol de entrenador y, si bien pudo entrar al campo de juego, no podía dar indicaciones.

### Boca Juniors
En marzo de 2016 asumió la conducción técnica de Boca Juniors, en reemplazo de Rodolfo Arruabarrena. En su gestión, obtuvo un bicampeonato local. Ganó el Campeonato de Primera División 2016-17 y la Superliga 2017/18. Finalmente en diciembre de 2018 no le extendieron el contrato para continuar tras perder la final de la Copa Libertadores 2018 ante River Plate en Madrid.

### Los Angeles Galaxy
En febrero de 2019, Guillermo Barros Schelotto fue presentado como director técnico de Los Angeles Galaxy.

Me siento honrado de ser el entrenador del club más condecorado de la Major League Soccer
Guillermo Barros Schelotto

Como entrenador del club, solicitó la contratación del futbolista Cristian Pavón, a quien dirigiera previamente en Boca Juniors. En su primera temporada dirigiendo en la MLS, el equipo clasificó a los play-offs tras finalizar la temporada regular en el quinto puesto de la Conferencia Oeste. En la primera ronda de los play-offs, LA Galaxy eliminó a Minnesota United tras ganar 2-1 de visitante. Sin embargo, el equipo cayó en las semifinales de conferencia tras perder 5-3 contra Los Angeles FC. 
En la MLS 2020, tras la partida del goleador de la temporada anterior Zlatan Ibrahimović, el equipo sufre malos resultados y queda en la última posición luego de la jornada 13 de 14. En el torneo realizado durante la pandemia, MLS is Back, LA Galaxy queda eliminado en la fase de grupos. El club rescindió el contrato de Barros Schelotto en octubre de 2020.

### Selección Paraguaya
El 20 de octubre de 2021 es confirmado en el cargo para dirigir a la Selección guaraní para completar el ciclo iniciado por Eduardo Berizzo en busca de un cupo para el Mundial de Catar 2022.
Fue despedido de su cargo el 16 de septiembre de 2023 tras las primeras dos fechas de las eliminatorias para la Copa Mundial 2026.

#### Partidos dirigidos en la selección paraguaya
| #  | Fecha                    | Lugar           | Rival                  | Resultado | Competición                      | Goleadores                                 |
| -- | ------------------------ | --------------- | ---------------------- | --------- | -------------------------------- | ------------------------------------------ |
| 1  | 11 de noviembre de 2021  | Asunción        | Chile                  | 0-1       | Eliminatorias Sudamericanas 2022 |                                            |
| 2  | 16 de noviembre de 2021  | Barranquilla    | Colombia               | 0-0       | Eliminatorias Sudamericanas 2022 |                                            |
| 3  | 27 de enero de 2022      | Asunción        | Uruguay                | 0-1       | Eliminatorias Sudamericanas 2022 |                                            |
| 4  | 1 de febrero de 2022     | Belo Horizonte  | Brasil                 | 0-4       | Eliminatorias Sudamericanas 2022 |                                            |
| 5  | 24 de marzo de 2022      | Ciudad del Este | Ecuador                | 3-1       | Eliminatorias Sudamericanas 2022 | R. Morales, P. Hincapié (e/c) y M. Almirón |
| 6  | 29 de marzo de 2022      | Lima            | Perú                   | 0-2       | Eliminatorias Sudamericanas 2022 |                                            |
| 7  | 2 de junio de 2022       | Sapporo         | Japón                  | 1-4       | Amistoso                         | D. González                                |
| 8  | 10 de junio de 2022      | Suwon           | Corea del Sur          | 2-2       | Amistoso                         | M. Almirón (2)                             |
| 9  | 31 de agosto de 2022     | Atlanta         | México                 | 1-0       | Amistoso                         | D. González                                |
| 10 | 23 de septiembre de 2022 | Viena           | Emiratos Árabes Unidos | 1-0       | Amistoso                         | F. Balbuena                                |
| 11 | 27 de septiembre de 2022 | Sevilla         | Marruecos              | 0-0       | Amistoso                         |                                            |
| 12 | 16 de noviembre de 2022  | Lima            | Perú                   | 0-1       | Amistoso                         |                                            |
| 13 | 19 de noviembre de 2022  | Fort Lauderdale | Colombia               | 0-2       | Amistoso                         |                                            |
| 14 | 27 de marzo de 2023      | Santiago        | Chile                  | 2-3       | Amistoso                         | M. Rojas y G. Ávalos                       |
| 15 | 18 de junio de 2023      | Asunción        | Nicaragua              | 2-0       | Amistoso                         | M. Almirón y F. Balbuena                   |
| 16 | 7 de septiembre de 2023  | Ciudad del Este | Perú                   | 0-0       | Eliminatorias Sudamericanas 2026 |                                            |
| 17 | 12 de septiembre de 2023 | Maturín         | Venezuela              | 0-1       | Eliminatorias Sudamericanas 2026 |                                            |

- Se menciona en primer término el marcador registrado por el conjunto paraguayo.

#### Estadísticas en la Selección Paraguaya como DT
Actualizado al 13 de septiembre de 2023 (17 partidos)
| Miguel Almirón       | Newcastle United   | 4 | 13 |
| Derlis González      | Olimpia            | 2 | 7  |
| Fabián Balbuena      | Corinthians        | 2 | 12 |
| Robert Morales       | Cerro Porteño      | 1 | 2  |
| Gabriel Ávalos       | Argentinos Juniors | 1 | 6  |
| Matías Nicolás Rojas | Racing             | 1 | 8  |
| Autogol              | Bandera de Ecuador | 1 | 1  |

| Mathias Villasanti        | Grêmio                 | 14 | 0 |
| Miguel Almirón            | Newcastle United       | 13 | 4 |
| Gustavo Gómez Portillo    | Palmeiras              | 13 | 0 |
| Fabián Balbuena           | Dinamo Moscú           | 12 | 2 |
| Antony Silva              | Puebla                 | 11 | 0 |
| Andrés Cubas              | Vancouver Whitecaps    | 10 | 0 |
| Julio Enciso              | Brighton & Hove Albion | 9  | 0 |
| Robert Rojas              | Tigre                  | 9  | 0 |
| Junior Alonso             | Krasnodar              | 9  | 0 |
| Matías Nicolás Rojas      | Corinthians            | 8  | 1 |
| Jesús Medina              | CSKA Moscú             | 8  | 0 |
| Richard Sánchez           | América                | 8  | 0 |
| Derlis González           | Olimpia                | 7  | 2 |
| Braian Ojeda              | Real Salt Lake         | 7  | 0 |
| Richard Ortiz             | Olimpia                | 7  | 0 |
| Carlos González Espínola  | Tijuana                | 7  | 0 |
| Gabriel Ávalos            | Argentinos Juniors     | 6  | 1 |
| Óscar Romero Villamayor   | Boca Juniors           | 5  | 0 |
| Carlos Sebastián Ferreira | Houston Dynamo         | 5  | 0 |
| Lorenzo Melgarejo         | Libertad               | 5  | 0 |
| Diego Gómez Amarilla      | Inter Miami            | 5  | 0 |
| Iván Piris                | Libertad               | 5  | 0 |
| Alejandro Romero Gamarra  | Al-Ain Football Club   | 5  | 0 |
| Juan Escobar              | Cruz Azul              | 4  | 0 |
| Ángel Romero Villamayor   | Cruz Azul              | 4  | 0 |
| Héctor David Martínez     | River Plate            | 4  | 0 |
| Santiago Arzamendia       | Cádiz                  | 4  | 0 |
| Blas Riveros              | Brøndby                | 4  | 0 |
| Ramón Sosa                | Talleres               | 4  | 0 |
| Braian Samudio            | Toluca                 | 3  | 0 |
| Antonio Sanabria          | Torino                 | 3  | 0 |
| Alan Benítez              | Cerro Porteño          | 3  | 0 |
| Ángel Cardozo Lucena      | Cerro Porteño          | 3  | 0 |
| Matías Galarza            | Coritiba               | 3  | 0 |
| Mateo Gamarra             | Olimpia                | 3  | 0 |
| Robert Morales            | Cerro Porteño          | 2  | 1 |
| Josué Colmán              | Guaraní                | 2  | 0 |
| Omar Alderete             | Valencia               | 2  | 0 |
| Iván Ramírez              | Central Córdoba        | 2  | 0 |
| Bruno Valdez              | América                | 2  | 0 |
| Santiago Rojas            | Tigre                  | 2  | 0 |
| Carlos Miguel Coronel     | New York Red Bulls     | 2  | 0 |
| Jorge Morel               | Lanús                  | 1  | 0 |
| Luis Amarilla             | Liga de Quito          | 1  | 0 |
| Alberto Espínola          | Cerro Porteño          | 1  | 0 |
| José Florentín            | Vélez Sarsfield        | 1  | 0 |
| Iván Torres               | Olimpia                | 1  | 0 |
| Luis Zarate               | Olimpia                | 1  | 0 |
| Iván Cazal                | Sol de América         | 1  | 0 |
| Saúl Salcedo              | Olimpia                | 1  | 0 |
| Roberto Junior Fernández  | Botafogo               | 1  | 0 |
| Juan Espínola             | Godoy Cruz             | 1  | 0 |
| Juan José Cáceres         | Lanús                  | 1  | 0 |
| Álvaro Campuzano          | Libertad               | 1  | 0 |

### Vélez Sarsfield
El 18 de marzo de 2025, fue oficializado como entrenador de Vélez Sarsfield.

## Récords
Ostenta las siguientes marcas:
- En el fútbol argentino (AFA):
  - Tercer máximo goleador internacional de Boca Juniors: 25 goles, detrás de Juan Román Riquelme (31) y Martín Palermo (30).
  - Máximo ganador de títulos en Boca Juniors (como jugador y entrenador): 18
- En el fútbol Norteamericano (MLS):
  - Mejor jugador de la semana en la MLS (7): en las semanas del 23/07/07, 16/10/07, 13/04/08, 16/07/08, 23/08/08, 06/09/08 y 15/07/09.
  - Mejor jugador del mes en la MLS: en julio de 2007, agosto de 2008 y junio de 2009.
  - Jugador más valioso de la MLS 2008. Entre los ternados al galardón junto a Barros Schelotto se encontraba, C.Blanco y L. Donovan.
  - Jugador más valioso de la final de la copa de la MLS 2008.
  - Fue galardonado como el «Deportista del Año» (2008), según la revista Sports Illustrated Latino.
  - Elegido para integrar el «Partido de las Estrellas» en EE. UU., con fecha 29 de julio de 2009, en el Estadio Río Tinto. Obtuvo la mayor cantidad combinada de votos por parte de los aficionados, jugadores, prensa, técnicos y gerencia. Aunque terminó sin jugar este partido.
  - El 28 de julio de 2010, jugó como titular para el equipo de la MLS, en el «Partido de las Estrellas», frente al Manchester United inglés.[27]

## Homenajes
El 7 de julio de 2013, se lo inmortalizó con una estatua que se sitúa en el Museo de la Pasión Boquense, lugar que también es sitio de estatuas de figuras tales como Diego Armando Maradona, Juan Román Riquelme y Martín Palermo. En junio de 2015 en Saladillo, provincia de Buenos Aires, se oficializó la primera peña de socios e hinchas de Boca en tener su nombre.

## Selección nacional

### Juegos Panamericanos 1995
Su papel destacado en la campaña que llevó a Gimnasia y Esgrima de La Plata cerca de un título sin precedentes en 1995, convenció a Daniel Passarella, por entonces seleccionador, para ganarse un lugar en el equipo que disputó los Juegos Panamericanos de 1995, celebrados en la ciudad argentina de Mar del Plata. Allí obtendría, a los 21 años, la medalla de oro, en un equipo plagado de figuras como Carlos Bossio, Javier Zanetti, Roberto Ayala, Rodolfo Arruabarrena, Marcelo Gallardo, Christian Bassedas, Diego Cagna, Juan Pablo Sorín y Ariel Ortega.
En la final, disputada el 24 de marzo, la selección empataría sin goles contra México, por lo que la definición de la presea dorada sería en la tanda penales. En esta instancia, Barros Schelotto anotaría su remate, el tercero en la definición desde los doce pasos, la cual ganaría finalmente Argentina por 5 a 4.

### Selección absoluta
A pesar de su vasta experiencia como jugador en cuanto a clubes, Barros Schelotto no tuvo el mismo éxito en la Selección nacional.
Su debut en la selección mayor se daría también durante la era Passarella, en una victoria 4-1 contra Bulgaria en un partido amistoso disputado el 14 de febrero de 1995, en el cual ingresó a los '22 minutos del segundo tiempo por Sebastián Rambert.
Un año después volvería a jugar, el 1 de septiembre de 1996, en un empate 1-1 contra Paraguay en un partido correspondiente a las Eliminatorias mundialistas de cara a la Copa Mundial de Fútbol de 1998.
Ya en 1999 y bajo el mando del recién llegado Marcelo Bielsa, volvería a recibir convocatorias de cara a la Copa América que se disputaría ese mismo año en Paraguay. El buen momento de Boca Juniors durante ese período, sumado la negativa de los jugadores que militaban en el exterior a ser convocados para el torneo, llevó al equipo xeneize a ser el club local que más futbolista dio a la Argentina en aquel torneo, con, aparte de él: Hugo Ibarra, Wálter Samuel, Diego Cagna, Juan Román Riquelme y Martín Palermo.
Disputó la primera fase como titular, siendo sustituido luego en tres partidos y acabó no siendo utilizado en los cuartos de final, cuando la albiceleste fue eliminada por su eterno rival, Brasil. Barros Schelotto sería convocado esporádicamente hasta su última aparición para Argentina, en el año 1999, totalizando apenas 10 partidos y cero goles para su país.

### Participaciones en torneos internacionales
| Competición               | Sede          | Resultado        | Partidos | Part. titular | Goles |
| ------------------------- | ------------- | ---------------- | -------- | ------------- | ----- |
| Juegos Panamericanos 1995 | Mar del Plata | Medalla de Oro   | 2        | 0             | 0     |
| Copa América 1999         | Paraguay      | Cuartos de final | 3        | 3             | 0     |

## Vida personal
Hijo de Cristina y Hugo Barros Schelotto, nació el 4 de mayo de 1973 con un hermano gemelo, Gustavo, por lo cual ambos fueron llamados «mellizos». Tiene también otro hermano llamado Pablo, el cual hizo las inferiores en Gimnasia y Esgrima de La Plata como arquero, y una hermana de nombre Carolina, que es diputada provincial en la legislatura bonaerense. Sus primeros pasos en el deporte lo realizó en su casa y en los patios del colegio Sagrado Corazón de Jesús de La Plata, del cual también tiene procedencia su amigo y excompañero Martín Palermo.
Su padre es médico y fue presidente de Gimnasia y Esgrima de La Plata, en 1983. Su hermano gemelo Gustavo fue compañero suyo en Gimnasia, y también, por poco tiempo, en Boca Juniors. Además, forma parte de su equipo de trabajo en cada club que dirige. Guillermo y su actual y única esposa, Matilde Carriquiriborde, se casaron el 26 de diciembre de 2006 en el registro civil de La Plata. Juntos tienen cuatro jóvenes hijos, Máximo, Nicolás, Santiago y Lucas.
En mayo de 2006 fue publicada su biografía, «Guillermo, el terrible. Historia de un ídolo»; el libro fue escrito por Pablo Vicente y Sergio Maffei con un prólogo por César Menotti, y la obra también incluye comentarios de figuras tales como Carlos Bianchi, Carlos Timoteo Griguol, Diego Maradona, Óscar Washington Tabárez y Daniel Passarella.
El 20 de diciembre de 2010 presentó su libro infantil escrito en braille, «Las aventuras del Mellizo» en el Salón San Martín de la Legislatura de la Ciudad de Buenos Aires.
Tras retirarse de la actividad profesional, abrió junto a su excompañero del Columbus Crew, Gino Padula, una academia de fútbol en los Estados Unidos. La misma se denomina, "Schelotto & Padula Soccer Academy".

## Estadísticas

### Como jugador

#### En clubes
| Club | Div             | Temporada       | Liga  | Liga  | Liga   | Copas nacionales(1) | Copas nacionales(1) | Copas nacionales(1) | Torneos internacionales(2) | Torneos internacionales(2) | Torneos internacionales(2) | Otras competiciones(3) | Otras competiciones(3) | Otras competiciones(3) | Total | Total | Total  | Media goleadora(4) |
| Club | Div             | Temporada       | Part. | Goles | Asist. | Part.               | Goles               | Asist.              | Part.                      | Goles                      | Asist.                     | Part.                  | Goles                  | Asist.                 | Part. | Goles | Asist. | Media goleadora(4) |
| --- | --------------- | --------------- | ----- | ----- | ------ | ------------------- | ------------------- | ------------------- | -------------------------- | -------------------------- | -------------------------- | ---------------------- | ---------------------- | ---------------------- | ----- | ----- | ------ | ------------------ |
| Gimnasia y Esgrima de La Plata Argentina | 1.ª             | 1991-92         | 22    | 4     | ?      | —                   | —                   | —                   | —                          | —                          | —                          | 3                      | 1                      | ?                      | 25    | 5     | ?      | 0,20               |
| Gimnasia y Esgrima de La Plata Argentina | 1.ª             | 1992-93         | 34    | 8     | ?      | —                   | —                   | —                   | 4                          | 0                          | 0                          | —                      | —                      | —                      | 38    | 8     | ?      | 0,21               |
| Gimnasia y Esgrima de La Plata Argentina | 1.ª             | 1993-94         | 34    | 6     | ?      | 6                   | 2                   | 2                   | —                          | —                          | —                          | —                      | —                      | —                      | 40    | 8     | +2     | 0,20               |
| Gimnasia y Esgrima de La Plata Argentina | 1.ª             | 1994-95         | 29    | 6     | ?      | —                   | —                   | —                   | —                          | —                          | —                          | —                      | —                      | —                      | 29    | 6     | ?      | 0,21               |
| Gimnasia y Esgrima de La Plata Argentina | 1.ª             | 1995-96         | 23    | 6     | ?      | —                   | —                   | —                   | 2                          | 0                          | 0                          | 1                      | 0                      | ?                      | 26    | 6     | ?      | 0,23               |
| Gimnasia y Esgrima de La Plata Argentina | 1.ª             | 1996-97         | 33    | 14    | ?      | —                   | —                   | —                   | —                          | —                          | —                          | —                      | —                      | —                      | 33    | 14    | ?      | 0,42               |
| Gimnasia y Esgrima de La Plata Argentina | Total 1.ª etapa | Total 1.ª etapa | 175   | 44    | ?      | 6                   | 2                   | 2                   | 6                          | 0                          | 0                          | 4                      | 1                      | ?                      | 191   | 47    | +2     | 0,25               |
| C. A. Boca Juniors Argentina | 1.ª             | 1997-98         | 33    | 6     | 11     | —                   | —                   | —                   | —                          | —                          | —                          | —                      | —                      | —                      | 33    | 6     | 11     | 0,18               |
| C. A. Boca Juniors Argentina | 1.ª             | 1998-99         | 27    | 10    | 11     | —                   | —                   | —                   | 7                          | 3                          | 2                          | —                      | —                      | —                      | 34    | 13    | 13     | 0,38               |
| C. A. Boca Juniors Argentina | 1.ª             | 1999-00         | 29    | 11    | 5      | —                   | —                   | —                   | 13                         | 3                          | 7                          | —                      | —                      | —                      | 42    | 14    | 12     | 0,31               |
| C. A. Boca Juniors Argentina | 1.ª             | 2000-01         | 15    | 6     | 4      | —                   | —                   | —                   | 13                         | 5                          | 2                          | —                      | —                      | —                      | 29    | 10    | 6      | 0,34               |
| C. A. Boca Juniors Argentina | 1.ª             | 2001-02         | 22    | 8     | 12     | —                   | —                   | —                   | 10                         | 2                          | 3                          | —                      | —                      | —                      | 32    | 10    | 15     | 0,31               |
| C. A. Boca Juniors Argentina | 1.ª             | 2002-03         | 18    | 8     | 1      | —                   | —                   | —                   | 11                         | 6                          | 3                          | —                      | —                      | —                      | 29    | 14    | 4      | 0,48               |
| C. A. Boca Juniors Argentina | 1.ª             | 2003-04         | 15    | 6     | 7      | —                   | —                   | —                   | 13                         | 3                          | 2                          | —                      | —                      | —                      | 28    | 9     | 9      | 0,32               |
| C. A. Boca Juniors Argentina | 1.ª             | 2004-05         | 14    | 3     | 0      | —                   | —                   | —                   | 13                         | 1                          | 5                          | —                      | —                      | —                      | 27    | 4     | 5      | 0,15               |
| C. A. Boca Juniors Argentina | 1.ª             | 2005-06         | 23    | 3     | 3      | —                   | —                   | —                   | 6                          | 1                          | 3                          | —                      | —                      | —                      | 29    | 4     | 6      | 0,15               |
| C. A. Boca Juniors Argentina | 1.ª             | 2006-07         | 14    | 1     | 4      | —                   | —                   | —                   | 2                          | 0                          | 0                          | 1                      | 0                      | 0                      | 17    | 1     | 4      | 0,14               |
| C. A. Boca Juniors Argentina | Total club      | Total club      | 211   | 62    | 58     | —                   | —                   | —                   | 88                         | 24                         | 27                         | 1                      | 0                      | 0                      | 300   | 86    | 85     | 0,29               |
| Columbus Crew Estados Unidos | 1.ª             | 2007            | 22    | 5     | 11     | —                   | —                   | —                   | —                          | —                          | —                          | —                      | —                      | —                      | 22    | 5     | 11     | 0,23               |
| Columbus Crew Estados Unidos | 1.ª             | 2008            | 27    | 7     | 15     | —                   | —                   | —                   | —                          | —                          | —                          | 4                      | 0                      | 4                      | 31    | 7     | 19     | 0,23               |
| Columbus Crew Estados Unidos | 1.ª             | 2009            | 24    | 12    | 3      | —                   | —                   | —                   | 5                          | 0                          | 1                          | 1                      | 2                      | 0                      | 31    | 14    | 4      | 0,47               |
| Columbus Crew Estados Unidos | 1.ª             | 2010            | 29    | 9     | 8      | 2                   | 1                   | 0                   | 2                          | 2                          | 0                          | 2                      | 0                      | 1                      | 35    | 12    | 9      | 0,34               |
| Columbus Crew Estados Unidos | Total club      | Total club      | 102   | 33    | 37     | 2                   | 1                   | 0                   | 7                          | 2                          | 1                          | 7                      | 2                      | 5                      | 118   | 38    | 43     | 0,32               |
| Gimnasia y Esgrima de La Plata Argentina | 1.ª             | 2011            | 17    | 3     | 4      | —                   | —                   | —                   | —                          | —                          | —                          | 3                      | 0                      | 0                      | 20    | 3     | 4      | 0,15               |
| Gimnasia y Esgrima de La Plata Argentina | Total club      | Total club      | 192   | 47    | +4     | 6                   | 2                   | 2                   | 6                          | 0                          | 0                          | 7                      | 1                      | ?                      | 211   | 50    | +6     | 0.24               |
| Total carrera | Total carrera   | Total carrera   | 505   | 145   | +99    | 8                   | 3                   | 2                   | 101                        | 26                         | 28                         | 15                     | 3                      | +5                     | 629   | 177   | +134   | 0.28               |
| (1) Incluye datos del Partido desempate por eldecimoctavo puesto (2011) y Promoción por el descenso (2011). (2) Las copas nacionales se refiere a la Copa Centenario de la AFA (1993-94) y Copa MLS / Lamar Hunt U.S. Open Cup (2008-10). (3) Las copas internacionales se refiere a la Copa Conmebol (1992-96); Copa Mercosur (1998-01); Copa Libertadores (2000-07); Copa Intercontinental (2000-03); Recopa Sudamericana (2005-06); Copa Sudamericana (2004-06) y Liga de Campeones de la Concacaf (2009-10). (4) Media de goles por encuentro. No incluye goles en partidos amistosos. |                 |                 |       |       |        |                     |                     |                     |                            |                            |                            |                        |                        |                        |       |       |        |                    |

#### Selección
| Selección                                           | Temporada     | Amistosos | Amistosos | Amistosos | Sudamérica(1) | Sudamérica(1) | Sudamérica(1) | Total | Total | Total  | Media goleadora |
| Selección                                           | Temporada     | Part.     | Goles     | Asist.    | Part.         | Goles         | Asist.        | Part. | Goles | Asist. | Media goleadora |
| --------------------------------------------------- | ------------- | --------- | --------- | --------- | ------------- | ------------- | ------------- | ----- | ----- | ------ | --------------- |
| Sub-22 Argentina                                    | 1995          | —         | —         | —         | 2             | 0             | 0             | 2     | 0     | 0      | 0,00            |
| Absoluta Argentina                                  | 1995          | 1         | 0         | 0         | —             | —             | —             | 1     | 0     | 0      | 0,00            |
| Absoluta Argentina                                  | 1996          | —         | —         | —         | 1             | 0             | 0             | 1     | 0     | 0      | 0,00            |
| Absoluta Argentina                                  | 1997          | —         | —         | —         | —             | —             | —             | 0     | 0     | 0      | 0,00            |
| Absoluta Argentina                                  | 1998          | —         | —         | —         | —             | —             | —             | 0     | 0     | 0      | 0,00            |
| Absoluta Argentina                                  | 1999          | 5         | 0         | 1         | 3             | 0             | 1             | 8     | 0     | 2      | 0,00            |
| Absoluta Argentina                                  | Total         | 6         | 0         | 1         | 4             | 0             | 1             | 10    | 0     | 2      | 0,00            |
| Total carrera                                       | Total carrera | 6         | 0         | 1         | 6             | 0             | 1             | 12    | 0     | 2      | 0,00            |
| (1) Incluye los partidos de la Copa América (1999). |               |           |           |           |               |               |               |       |       |        |                 |

#### Resumen estadístico
| Competición           | Partidos | Goles | Promedio |
| --------------------- | -------- | ----- | -------- |
| Primera División      | 509      | 145   | 0,28     |
| Copas nacionales      | 17       | 5     | 0,29     |
| Copas internacionales | 101      | 26    | 0,26     |
| Selección sub-22      | 2        | 0     | 0,00     |
| Selección adulta      | 10       | 0     | 0,00     |
| Total                 | 640      | 176   | 0,28     |

### Hat-tricks
| 1 | 5 de mayo de 1996   | La Bombonera, Bs As            | Boca Jrs. - Gimnasia y Esgrima La Plata |  | 0 - 6 | Clausura 1996          |
| 2 | 31 de julio de 1999 | Arq. Ricardo Etcheverri, Bs As | Boca Jrs. - São Paulo FC                |  | 5 - 1 | Copa Mercosur 1999     |
| 3 | 15 de mayo de 2003  | Mangueirão, Belém              | Paysandú - Boca Jrs.                    |  | 2 - 4 | Copa Libertadores 2003 |

### Como entrenador

##### Clubes
| Equipo                            | Div.         | Temporada    | Liga | Liga | Liga | Liga | Liga |    | Copa | Copa | Copa | Copa |    | Internacional | Internacional | Internacional | Internacional | Internacional |   | Otros | Otros | Otros | Otros |     | Totales     | Totales | Totales | Totales | Totales | Totales | Totales | Totales | Totales |
| Equipo                            | Div.         | Temporada    | PD   | G    | E    | P    | Pos. | PD | G    | E    | P    | PD   | G  | E             | P             | Pos.          | PD            | G             | E | P     | PD    | G     | E     | P   | Rendimiento | GF      | GC      | Dif.    |         |         |         |         |         |
| --------------------------------- | ------------ | ------------ | ---- | ---- | ---- | ---- | ---- | -- | ---- | ---- | ---- | ---- | -- | ------------- | ------------- | ------------- | ------------- | ------------- | - | ----- | ----- | ----- | ----- | --- | ----------- | ------- | ------- | ------- | ------- | ------- | ------- | ------- | ------- |
| Lanús Argentina                   | 1.ª          | 2012-13      | 38   | 18   | 13   | 7    | 2.º  | 2  | 1    | 0    | 1    | -    | -  | -             | -             | -             | -             | -             | - | -     | 40    | 19    | 13    | 8   | 58.33%      | 50      | 25      | +25     |         |         |         |         |         |
| Lanús Argentina                   | 1.ª          | 2013-14      | 38   | 16   | 11   | 11   | 4.º  | -  | -    | -    | -    | 10   | 7  | 2             | 1             | 1.º           | -             | -             | - | -     | 48    | 23    | 13    | 12  | 56.95%      | 71      | 47      | +24     |         |         |         |         |         |
| Lanús Argentina                   | 1.ª          | 2014         | 19   | 10   | 5    | 4    | 3.º  | 1  | 0    | 0    | 1    | 14   | 6  | 4             | 4             | 1/4           | 3             | 0             | 0 | 3     | 37    | 16    | 9     | 12  | 51.35%      | 48      | 41      | +7      |         |         |         |         |         |
| Lanús Argentina                   | 1.ª          | 2015         | 30   | 10   | 12   | 8    | 13.º | 5  | 3    | 1    | 1    | 4    | 1  | 3             | 0             | 1/8           | 3             | 3             | 0 | 0     | 42    | 17    | 16    | 9   | 53.18%      | 52      | 36      | +16     |         |         |         |         |         |
| Lanús Argentina                   | Total        | Total        | 125  | 54   | 41   | 30   | -    | 8  | 4    | 1    | 3    | 28   | 14 | 9             | 5             | -             | 6             | 3             | 0 | 3     | 167   | 75    | 51    | 41  | 55.09%      | 221     | 149     | +72     |         |         |         |         |         |
| Palermo · Italia                  | 1.ª          | 2015-16      | 4    | 1    | 2    | 1    | Inc. | -  | -    | -    | -    | -    | -  | -             | -             | -             | -             | -             | - | -     | 4     | 1     | 2     | 1   | 41.67%      | 7       | 6       | +1      |         |         |         |         |         |
| Palermo · Italia                  | Total        | Total        | 4    | 1    | 2    | 1    | -    | -  | -    | -    | -    | -    | -  | -             | -             | -             | -             | -             | - | -     | 4     | 1     | 2     | 1   | 41.67%      | 7       | 6       | +1      |         |         |         |         |         |
| Boca Juniors Argentina            | 1.ª          | 2016         | 11   | 3    | 4    | 4    | 17.º | 4  | 2    | 1    | 1    | 11   | 5  | 4             | 2             | 1/2           | -             | -             | - | -     | 26    | 10    | 9     | 7   | 50%         | 37      | 23      | +14     |         |         |         |         |         |
| Boca Juniors Argentina            | 1.ª          | 2016-17      | 30   | 18   | 9    | 3    | 1.º  | 3  | 2    | 0    | 1    | -    | -  | -             | -             | -             | -             | -             | - | -     | 33    | 20    | 9     | 4   | 69.7%       | 68      | 26      | +42     |         |         |         |         |         |
| Boca Juniors Argentina            | 1.ª          | 2017-18      | 27   | 18   | 4    | 5    | 1.º  | 3  | 2    | 0    | 1    | -    | -  | -             | -             | -             | 1             | 0             | 0 | 1     | 31    | 20    | 4     | 7   | 68.82%      | 58      | 25      | +33     |         |         |         |         |         |
| Boca Juniors Argentina            | 1.ª          | 2018-19      | 13   | 7    | 3    | 3    | Inc. | -  | -    | -    | -    | 14   | 6  | 6             | 2             | 2.º           | -             | -             | - | -     | 27    | 13    | 9     | 5   | 59.26%      | 41      | 24      | +17     |         |         |         |         |         |
| Boca Juniors Argentina            | Total        | Total        | 81   | 46   | 20   | 15   | -    | 10 | 6    | 1    | 3    | 25   | 11 | 10            | 4             | -             | 1             | 0             | 0 | 1     | 117   | 63    | 31    | 23  | 62.68%      | 204     | 98      | +106    |         |         |         |         |         |
| Los Angeles Galaxy Estados Unidos | 1.ª          | 2019         | 34   | 16   | 3    | 15   | 8.º  | 2  | 1    | 0    | 1    | 2    | 0  | 1             | 1             | 1/2           | 2             | 1             | 0 | 1     | 40    | 18    | 4     | 18  | 48.33%      | 69      | 73      | -4      |         |         |         |         |         |
| Los Angeles Galaxy Estados Unidos | 1.ª          | 2020         | 19   | 5    | 3    | 11   | Inc. | 3  | 0    | 1    | 2    | -    | -  | -             | -             | -             | -             | -             | - | -     | 22    | 5     | 4     | 13  | 28.79%      | 28      | 50      | -22     |         |         |         |         |         |
| Los Angeles Galaxy Estados Unidos | Total        | Total        | 53   | 21   | 6    | 26   | -    | 5  | 1    | 1    | 3    | 2    | 0  | 1             | 1             | -             | 2             | 1             | 0 | 1     | 62    | 23    | 8     | 31  | 41.4%       | 97      | 123     | -26     |         |         |         |         |         |
| Vélez Sarsfield Argentina         | 1.ª          | 2025-A       | 6    | 2    | 0    | 4    | 13.º | 1  | 0    | 0    | 1    | 6    | 3  | 2             | 1             | *             | -             | -             | - | -     | 13    | 5     | 2     | 6   | 43.59%      | 15      | 14      | +1      |         |         |         |         |         |
| Vélez Sarsfield Argentina         | 1.ª          | 2025-C       | 5    | 2    | 2    | 1    | -    | -  | -    | -    | -    | 2    | 1  | 1             | 0             | -             | 1             | 1             | 0 | 0     | 8     | 4     | 3     | 1   | 62.5%       | 8       | 3       | +5      |         |         |         |         |         |
| Vélez Sarsfield Argentina         | Total        | Total        | 11   | 4    | 2    | 5    | -    | 1  | 0    | 0    | 1    | 8    | 4  | 3             | 1             | -             | 1             | 1             | 0 | 0     | 21    | 9     | 5     | 7   | 50.8%       | 23      | 17      | +6      |         |         |         |         |         |
| Total clubes                      | Total clubes | Total clubes | 275  | 127  | 71   | 77   | -    | 24 | 11   | 3    | 10   | 63   | 29 | 23            | 11            | -             | 9             | 4             | 0 | 5     | 371   | 171   | 97    | 103 | 54.81%      | 552     | 393     | +159    |         |         |         |         |         |
| 1. 2. 3.                          |              |              |      |      |      |      |      |    |      |      |      |      |    |               |               |               |               |               |   |       |       |       |       |     |             |         |         |         |         |         |         |         |         |

##### Selección
| Paraguay            | 2021                | -   | -   | -  | -  | - | 2  | 0  | 1 | 1  | -  | -  | -  | -  | - | -  | - | - | - | 2   | 0   | 1   | 1   | 16.67% | 0   | 1   | -1   |
| Paraguay            | 2022                | -   | -   | -  | -  | - | 4  | 1  | 0 | 3  | -  | -  | -  | -  | - | 7  | 2 | 2 | 3 | 11  | 3   | 2   | 6   | 33.33% | 8   | 17  | -9   |
| Paraguay            | 2023                | -   | -   | -  | -  | - | 2  | 0  | 1 | 1  | -  | -  | -  | -  | - | 2  | 1 | 0 | 1 | 4   | 1   | 1   | 2   | 33.33% | 4   | 4   | +0   |
| Total selección     | Total selección     | -   | -   | -  | -  | - | 8  | 1  | 2 | 5  | -  | -  | -  | -  | - | 9  | 3 | 2 | 4 | 17  | 4   | 4   | 9   | 31.37% | 12  | 22  | -10  |
| Total en su carrera | Total en su carrera | 274 | 126 | 71 | 77 | - | 32 | 12 | 5 | 15 | 63 | 29 | 23 | 11 | - | 19 | 8 | 2 | 9 | 388 | 175 | 101 | 112 | 53.78% | 564 | 415 | +149 |

#### Resumen por competencias
| Competición                   | Partidos | Ganados | Empatados | Perdidos | %      | Resultado        |
| Clubes                        | Clubes   | Clubes  | Clubes    | Clubes   | Clubes | Clubes           |
| ----------------------------- | -------- | ------- | --------- | -------- | ------ | ---------------- |
| Primera División de Argentina | 220      | 107     | 63        | 50       | 58.19% | Campeón          |
| Copa Argentina                | 19       | 10      | 2         | 7        | 56.14% | Semifinales      |
| Supercopa Argentina           | 1        | 0       | 0         | 1        | 0%     | Subcampeón       |
| Supercopa Internacional       | 1        | 1       | 0         | 0        | 100%   | Campeón          |
| Serie A                       | 4        | 1       | 2         | 1        | 41.67% | 15.º lugar       |
| MLS                           | 53       | 21      | 6         | 26       | 43.39% | 8.º lugar        |
| MLS Cup                       | 2        | 1       | 0         | 1        | 50%    | Cuartos de final |
| US Open Cup                   | 2        | 1       | 0         | 1        | 50%    | Octavos de final |
| MLS is Back Tournament        | 3        | 0       | 1         | 2        | 11.11% | Fase de grupos   |
| Copa Libertadores             | 45       | 21      | 16        | 8        | 58.52% | Subcampeón       |
| Copa Sudamericana             | 16       | 8       | 6         | 2        | 62.5%  | Campeón          |
| Leagues Cup                   | 2        | 0       | 1         | 1        | 16.67% | Semifinales      |
| Recopa Sudamericana           | 2        | 0       | 0         | 2        | 0%     | Subcampeón       |
| Copa Suruga Bank              | 1        | 0       | 0         | 1        | 0%     | Subcampeón       |
| Total clubes                  | 371      | 171     | 97        | 103      | 54.81% | 4 Títulos        |
| Selección                     |          |         |           |          |        |                  |
| Eliminatorias                 | 8        | 1       | 2         | 5        | 20.83% | 6.º lugar        |
| Amistosos                     | 9        | 3       | 2         | 4        | 40.74% | +3 PG            |
| Total selección               | 17       | 4       | 4         | 9        | 31.37% | Sin Títulos      |
| Total en su carrera           | 388      | 175     | 101       | 112      | 53.78% | 4 Títulos        |

## Palmarés

### Como futbolista

#### Campeonatos nacionales
| Título                 | Club                           | País           | Año    |
| ---------------------- | ------------------------------ | -------------- | ------ |
| Copa Centenario        | Gimnasia y Esgrima de La Plata | Argentina      | 1993   |
| Primera División (1)   | C. A. Boca Juniors             | Argentina      | 1998-A |
| Primera División (2)   | C. A. Boca Juniors             | Argentina      | 1999-C |
| Primera División (3)   | C. A. Boca Juniors             | Argentina      | 2000-A |
| Primera División (4)   | C. A. Boca Juniors             | Argentina      | 2003-A |
| Primera División (5)   | C. A. Boca Juniors             | Argentina      | 2005-A |
| Primera División (6)   | C. A. Boca Juniors             | Argentina      | 2006-C |
| MLS Supporters' Shield | Columbus Crew                  | Estados Unidos | 2008   |
| Conference Cup         | Columbus Crew                  | Estados Unidos | 2008   |
| MLS Cup                | Columbus Crew                  | Estados Unidos | 2008   |
| MLS Supporters' Shield | Columbus Crew                  | Estados Unidos | 2009   |

#### Campeonatos internacionales
| Título                           | Equipo (*)                    | Sede          | Año  |
| -------------------------------- | ----------------------------- | ------------- | ---- |
| Juegos Panamericanos             | Selección de Argentina Sub-22 | Mar del Plata | 1995 |
| Copa Libertadores de América (1) | C. A. Boca Juniors            | São Paulo     | 2000 |
| Copa Intercontinental (1)        | C. A. Boca Juniors            | Tokio         | 2000 |
| Copa Libertadores de América (2) | C. A. Boca Juniors            | Buenos Aires  | 2001 |
| Copa Libertadores de América (3) | C. A. Boca Juniors            | São Paulo     | 2003 |
| Copa Intercontinental (2)        | C. A. Boca Juniors            | Yokohama      | 2003 |
| Copa Sudamericana (1)            | C. A. Boca Juniors            | Buenos Aires  | 2004 |
| Recopa Sudamericana (1)          | C. A. Boca Juniors            | Manizales     | 2005 |
| Copa Sudamericana (2)            | C. A. Boca Juniors            | Buenos Aires  | 2005 |
| Recopa Sudamericana (2)          | C. A. Boca Juniors            | São Paulo     | 2006 |
| Copa Libertadores de América (4) | C. A. Boca Juniors            | Porto Alegre  | 2007 |

(*) Incluyendo la selección.

#### Distinciones individuales
| Distinción                     | Año                             |
| ------------------------------ | ------------------------------- |
| Jugador de la semana de la MLS | 2007 (x2), 2008 (x4), 2009 (x1) |
| Jugador del mes de la MLS      | 2007 (x1), 2008 (x1), 2009 (x1) |
| MLS Best XI                    | 2007, 2008                      |
| Jugador más valioso de la MLS  | 2008                            |
| MVP de la MLS Cup              | 2008                            |

### Como entrenador

#### Campeonatos nacionales
| Título                  | Equipo                | País      | Año     |
| ----------------------- | --------------------- | --------- | ------- |
| Primera División        | C. A. Boca Juniors    | Argentina | 2016-17 |
| Primera División        | C. A. Boca Juniors    | Argentina | 2017-18 |
| Supercopa Internacional | C. A. Vélez Sarsfield | Argentina | 2024    |

#### Campeonatos internacionales
| Título            | Equipo      | Sede  | Año  |
| ----------------- | ----------- | ----- | ---- |
| Copa Sudamericana | C. A. Lanús | Lanús | 2013 |